# Integrated Digital Enhanced Network
iDEN to technologia stworzona przez firmę Motorola dla rozszerzenia sieci TDMA o dodatkowe serwisy, jak na przykład Push-to-Talk over Cellular (PoC) lub SMS.
W USA stosowane przez operatora sieci komórkowej NexTel.